# ケント大学
ケント大学（英：University of Kent）は、英国・イングランドのケント州カンタベリーに位置する国立大学である。1965年に英国政府によって設立された、新設大学  "plate glass university" のひとつである。 ガーディアン紙による科目別ランキングで、建築、演劇＆ダンス、経済学、英語＆クリエイティブライティング、映画制作＆写真、美術史、ジャーナリズム、政治学、宗教学＆神学、社会政策の分野において高い評価を受けている。また、卒業生にはノーベル文学賞受賞作家のカズオ・イシグロやFu Ying (元中国副外務大臣)がいる。
メインキャンパスのカンタベリーのほかに、ベルギー・ブリュッセル、トンブリッジ（en:Tonbridge）、メドウェイ（en:Medway）、ワイ（en:Wye, Kent）などにキャンパスがある。創立は1965年。敷地面積はおよそ300エーカー（東京ドーム26個分）。学部、大学院を合わせた学生数はおよそ20,000人（2019年現在）。全学生のおよそ4分の1が、世界約110カ国から集まった留学生で構成されている。英国の中でも国際性豊かな大学ということで有名であり、ケント大学は「THE UK'S EUROPEAN UNIVERSITY」と呼ばれている。卒業生は各国で活躍しており、企業のCEO、起業家、政治家、ノーベル賞受賞者を輩出している。
英国政府によって2014年に実施された最新のREF（Research Excellence Framework）によれば、ケント大学の研究水準は、全英ランキング17位（語学・言語学が3位、宗教学が7位）。ガーディアン紙においては全英16位を得ている。特にビジネススクールは英国内でも名門であり、世界的な企業からの派遣、若手起業家、国費派遣のビジネスパーソンが世界中から毎年集まっている。

## キャンパス

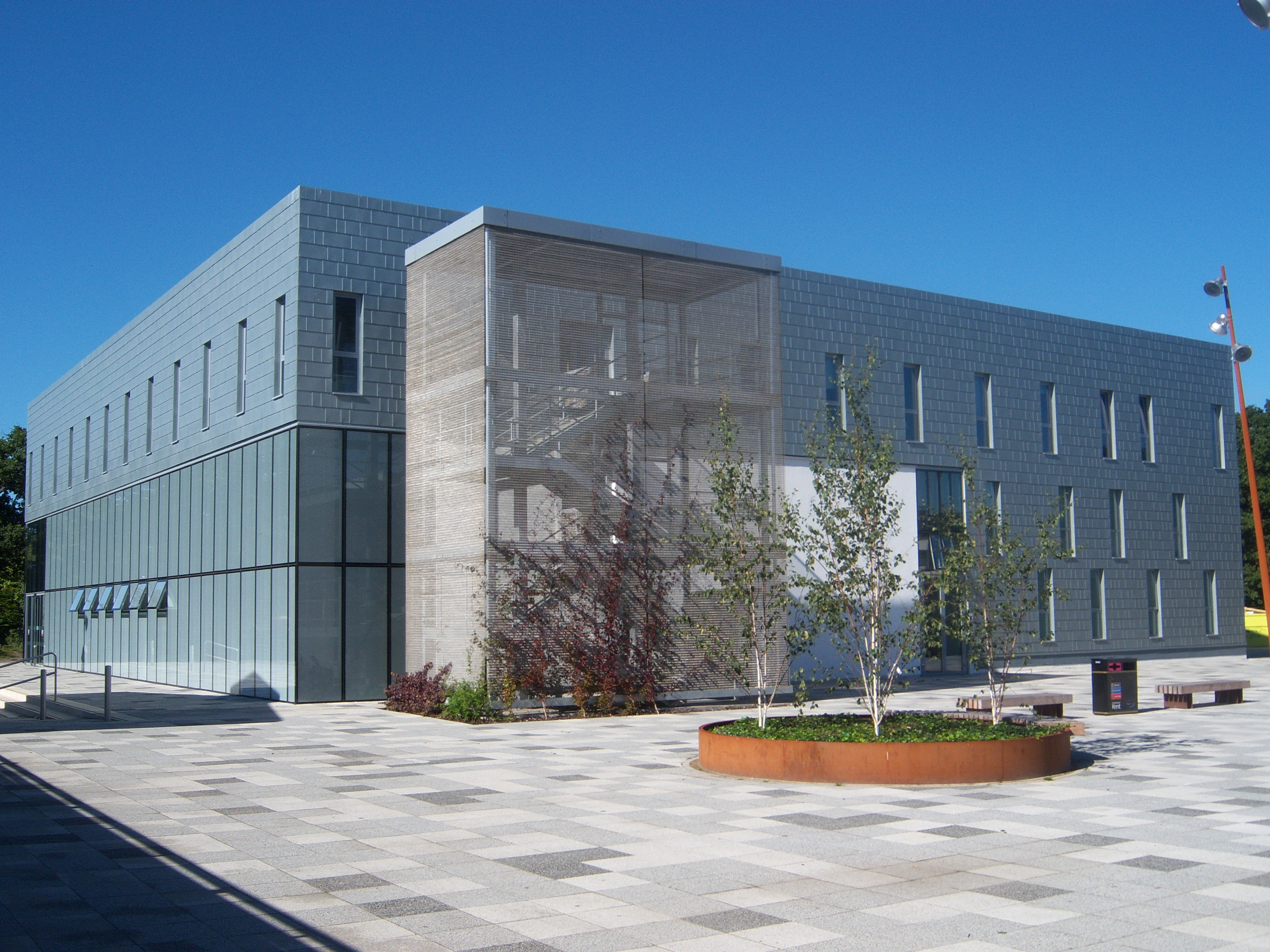
The School of Arts Building （カンタベリーキャンパス）
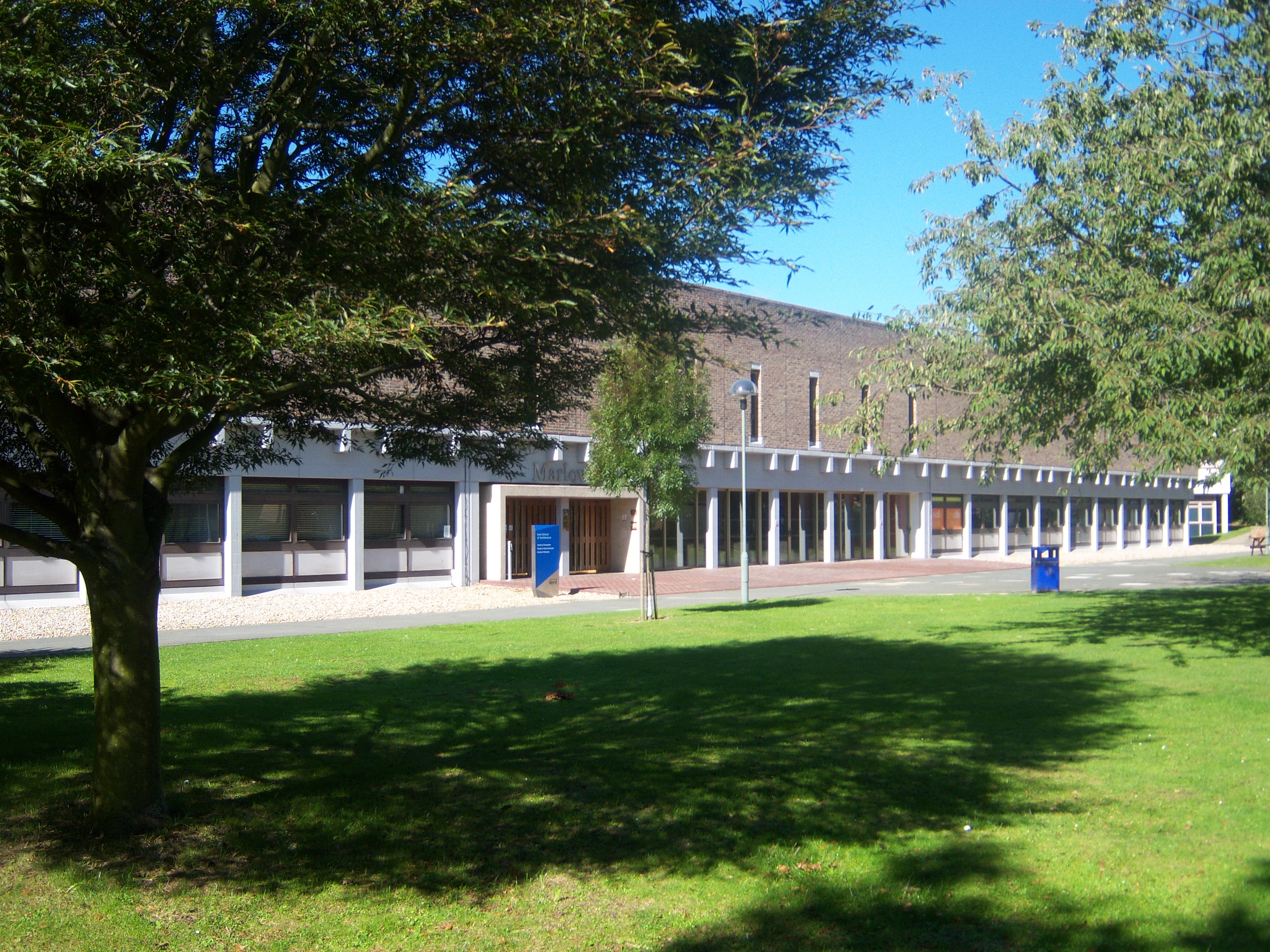
The Marlowe Building（カンタベリーキャンパス）
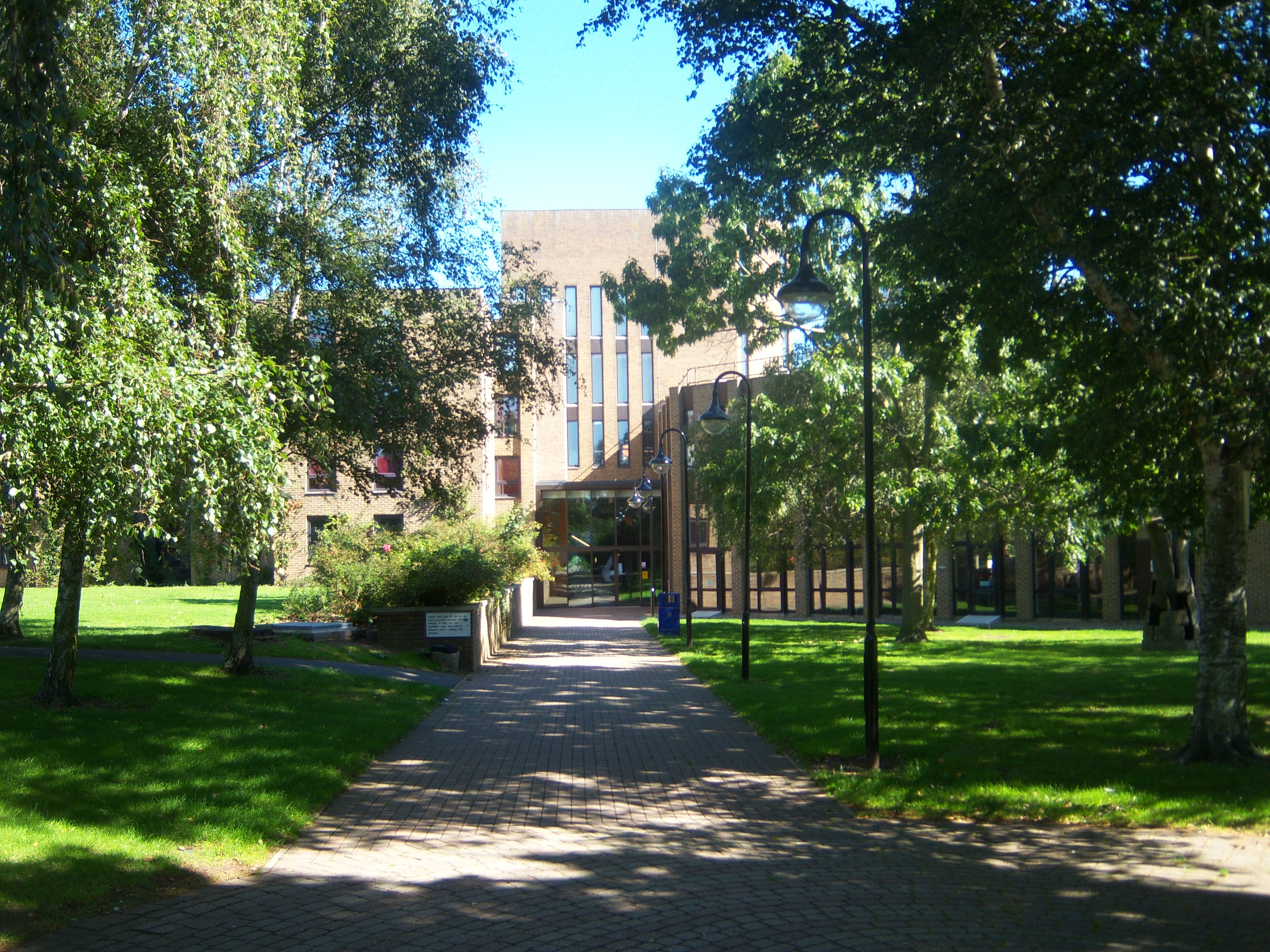
ダーウィンカレッジ（カンタベリーキャンパス）
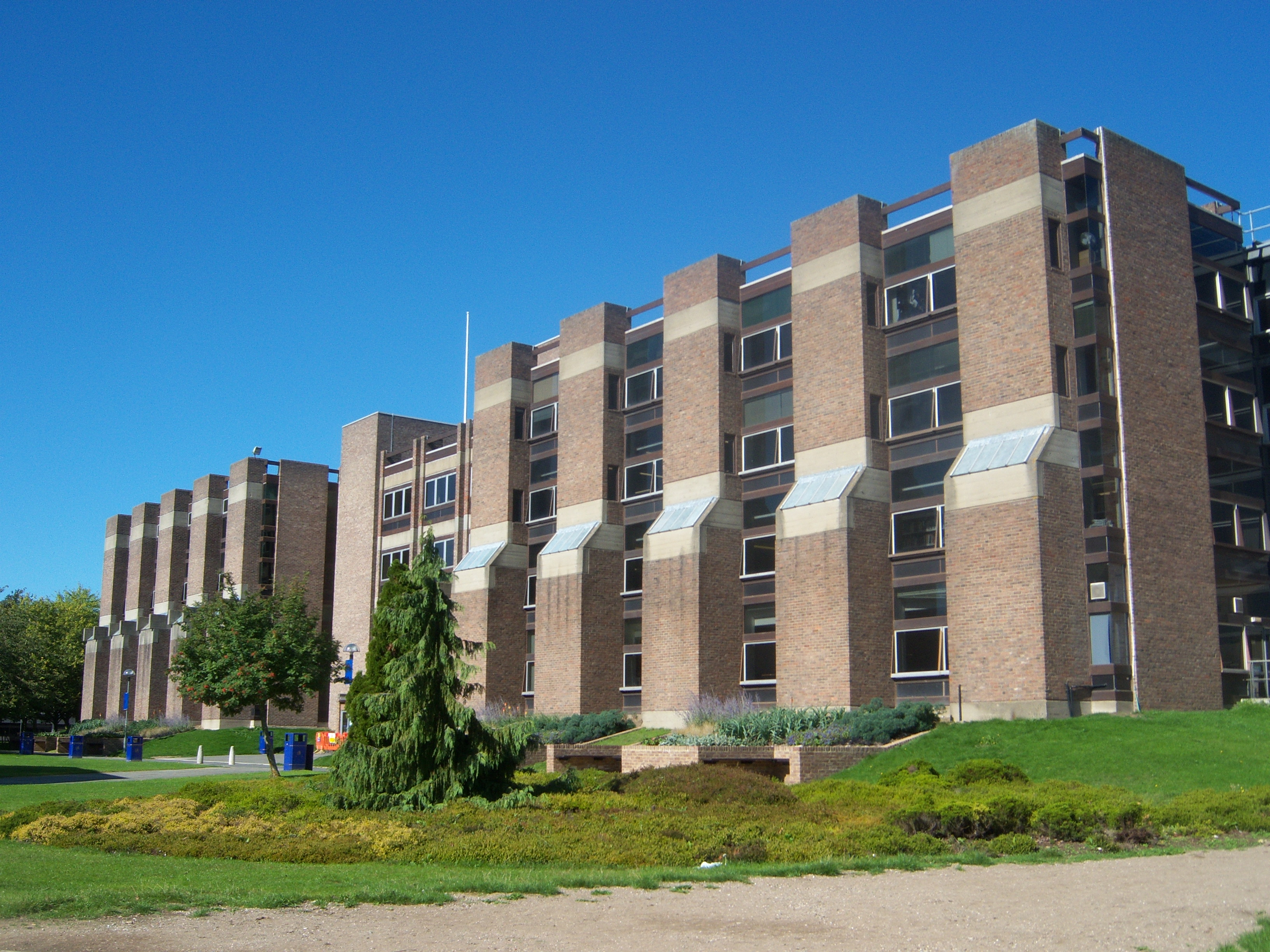
テンプルマンライブラリ（カンタベリーキャンパス）
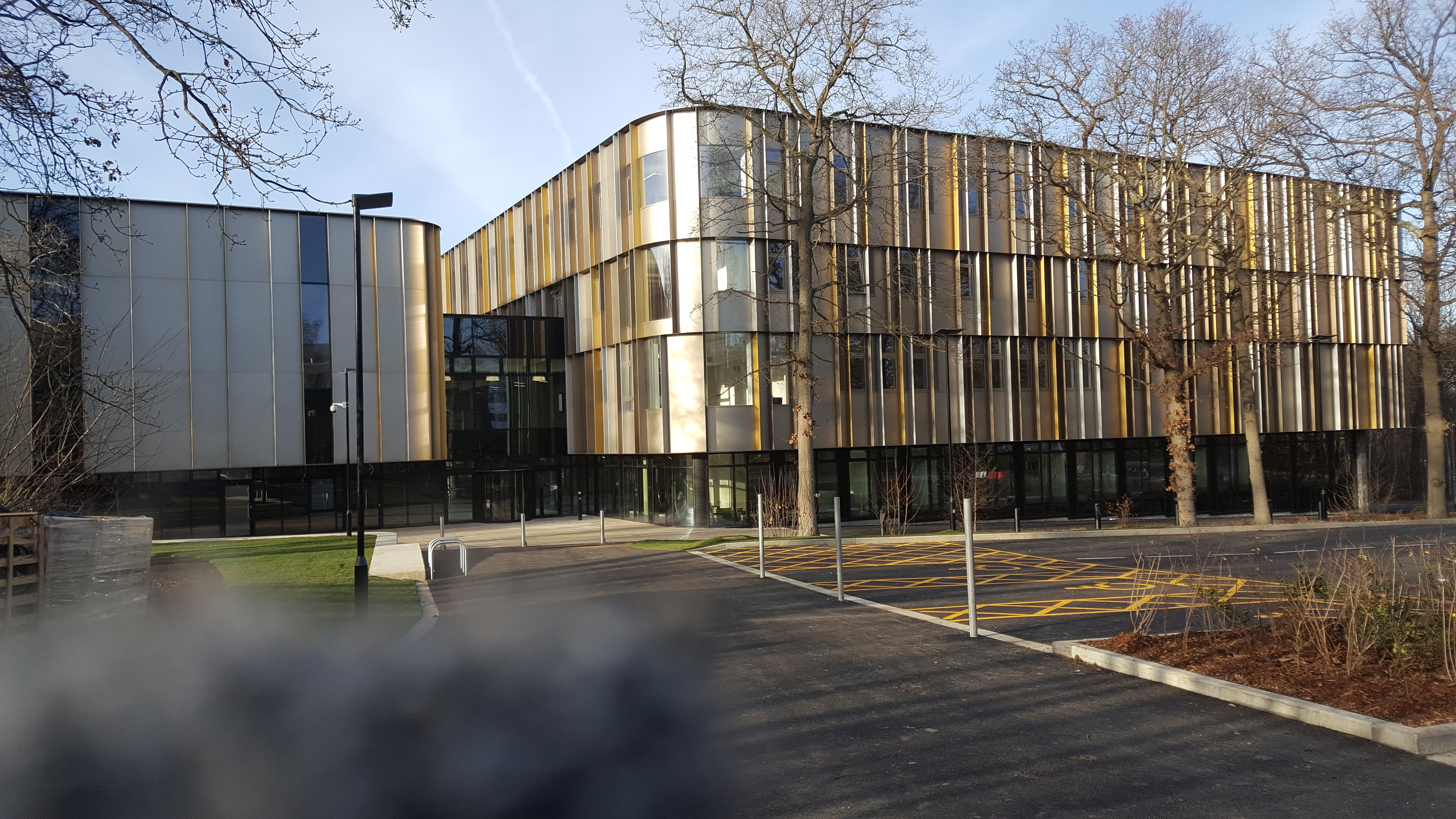
Kent business school

## 学部
社会科学
- Kent Business School
- Law School
- School of Anthropology and Conservation
- School of Economics
- School of Politics and International Relations
- School of Psychology
- School of Social Policy, Sociology and Social Research

人文
- School of Architecture
- School of Art
- School of English
- School of European Culture and Languages
- School of History
- School of Music and Fine Art

科学
- Medway School of Pharmacy
- School of Biosciences
- School of Computing
- School of Engineering and Digital Arts
- School of Mathematics, Statistics and Actuarial Science
- School of Physical Sciences
- School of Sport and Exercise Science

## 著名な卒業生
- Sir David Akers-Jones - 元香港総督代理
- 付瑩 - 中国副外務大臣
- カズオ・イシグロ - ブッカー賞受賞作家、2017年ノーベル文学賞受賞
- アブドゥルラザク・グルナ - 2021年ノーベル文学賞受賞
- Andrew S.I.D. Lang - 物理学者
- アンドリュー・メロウ – 認知科学者、大阪工業大学情報科学部准教授
- Carolyn McCall - easyJet CEO
- エリー・ゴールディング - 歌手
- クリス・ブロード - 映像作家、YouTuber
- ギャビン・エスラー - ジャーナリスト
- Kishwer Falkner -イギリス貴族院議員
- Nikos Chardalias - 政治家
- Can Evrenol - 映画監督
- マーク・ドレイクフォード - 政治家
- Hira Tekindor - 映画監督
- E・L・ジェイムズ - 作家
- エミリー・ソーンベリー - 英国国会議員
- アッバース・アラーグチー - 政治家、イラン外務大臣。
- Roys Poyiadjis - 起業家
- 池上重輔 - 経営学者
- 上杉勇司 - 国政政治学者
- 小林純生 - 作曲家、言語学者
- 小山太一 - 英文学者
- 御厨邦雄 - 官僚
- 宮丸裕二 - 英文学者

## 日本との関わり
- 短期語学留学、交換留学、正規留学（学部・大学院）を合わせると、毎年100名以上の日本人学生がケント大学で学んでいる。

## 交通機関
カンタベリーからロンドンまでは英国高速鉄道（National Rail）で56マイル、約50分の距離である。普通列車では、約90分でとロンドンまで行くことができる。
イギリスとヨーロッパを結ぶ国際列車、ユーロスター（Eurostar）をアシュフォード国際駅やエブスフリート国際駅、セント・パンクラス国際駅などから利用できる。 最近はロンドン・アムステルダム間の接続もでき、ヨーロッパ大陸へのアクセスがますます便利になっている。
脚注
1. ↑  前近代からの歴史あるレンガ作りの大学と比べて、戦後の1960年代に作られた英国の大学は、建物が板ガラスとスティール（鉄鋼）とコンクリートで作られたことが対照的であるためこう呼ばれる。

出典